# كسوف الشمس 23 أغسطس 2044
سيحدث كسوف كلي للشمس يوم الثلاثاء 23 أغسطس 2044. يحدث كسوف الشمس عندما يمر القمر بين الأرض والشمس ، وبالتالي يحجب صورة الشمس كليًا أو جزئيًا عن مشاهد على الأرض. يحدث الكسوف الكلي للشمس عندما يكون القطر الظاهري للقمر أكبر من قطر الشمس ، مما يحجب كل ضوء الشمس المباشر ، ويحول النهار إلى ظلام. تحدث الكلية في مسار ضيق عبر سطح الأرض ، مع كسوف جزئي للشمس مرئي فوق المنطقة المحيطة بعرض آلاف الكيلومترات.
سيكون الكسوف الكلي مرئيًا عبر الأقاليم الشمالية الغربية وألبرتا وكذلك أقصى جنوب غرب ساسكاتشوان في كندا ، وسيكون مرئيًا على نطاق واسع في مونتانا وجزئيًا في داكوتا الشمالية بالولايات المتحدة الأمريكية ؛ وسيكون الكسوف الجزئي مرئيًا في جميع أنحاء غرب الولايات المتحدة بالقرب من غروب الشمس وفي سيبيريا .
وهذا هو آخر 41 كسوف شمسي مظلي (حلقي أو كلي أو هجين) من ساروس 126. حيث كانت أول مظلة في عام 1323 وستكون آخرها في عام 2044. المدة الإجمالية 721 سنة.
يمكن ملاحظة أكبر مدة للكسوف في الأقاليم الشمالية الغربية ، وهي حوالي 60 ميل (97 كـم) جنوب شرق بحيرة الدب العظيم .

## الصور
مسار متحرك

## الخسوفات ذات الصلة

### كسوف الشمس 2044-2047
هذا الكسوف هو جزء من سلسلة كسوف الشمس 2044-2047. يتكرر الكسوف في كل 177 يومًا تقريبًا و 4 ساعات في العقد المتناوبة من مدار القمر.
| عقدة تصاعدية                                                                                 | عقدة تصاعدية         |     | عقدة تنازلية        | عقدة تنازلية |
| 121                                                                                          | فبراير 28, 2044 حلقي | 126 | أغسطس 23, 2044 كلي  |              |
| 131                                                                                          | فبراير 16, 2045 حلقي | 136 | أغسطس 12, 2045 كلي  |              |
| 141                                                                                          | فبراير 5, 2046 حلقي  | 146 | أغسطس 2, 2046 كلي   |              |
| 151                                                                                          | يناير 26, 2047 جزئي  | 156 | يوليو 22, 2047 جزئي |              |
| يحدث كسوف جزئي للشمس في 23 يونيو 2047 و 16 ديسمبر 2047 في مجموعة خسوف السنة القمرية التالية. |                      |     |                     |              |

### ساروس 126
وهي جزء من دورة ساروس 126 وتتكرر كل 18 سنة و 11 يوماً وتحتوي على 72 حدثاً.
- بدأت السلسلة بكسوف جزئي للشمس في ١٠ مارس ١١٧٩.
- وهي تحتوي على كسوف حلقي من ٤ يونيو ١٣٢٣ حتى ٤ أبريل ١٨١٠ ،
- وخسوفًا هجينًا من ١٤ أبريل ١٨٢٨ حتى ٦ مايو ١٨٦٤
- وخسوفًا كليًا من ١٧ مايو ١٨٨٢ حتى أغسطس 23 ، 2044.
- تنتهي السلسلة في الحدث 72 ككسوف جزئي في 3 مايو 2459.

كانت أطول مدة للكسوف المركزي (حلقي أو كلي) 6 دقائق و 30 ثانية من الحلقي في 26 يونيو 1359. أطول مدة للكسوف الكلي كانت دقيقتان و 36 ثانية في 10 يوليو 1972.
جميع الكسوف في هذه السلسلة تحدث عند العقدة الهابطة للقمر.
| تحدث أعضاء السلسلة 42-52 بين عامي 1901 و 2100 | تحدث أعضاء السلسلة 42-52 بين عامي 1901 و 2100 | تحدث أعضاء السلسلة 42-52 بين عامي 1901 و 2100 |
| 42                                            | 43                                            | 44                                            |
| --------------------------------------------- | --------------------------------------------- | --------------------------------------------- |
| يونيو 8, 1918 [الإنجليزية]                    | يونيو 19, 1936 [الإنجليزية]                   | يونيو 30, 1954 [الإنجليزية]                   |
| 45                                            | 46                                            | 47                                            |
| يوليو 10, 1972 [الإنجليزية]                   | يوليو 22, 1990 [الإنجليزية]                   | أغسطس 1, 2008                                 |
| 48                                            | 49                                            | 50                                            |
| أغسطس 12, 2026                                | أغسطس 23, 2044                                | سبتمبر 3, 2062                                |
| 51                                            | 52                                            |                                               |
| سبتمبر 13, 2080 [الإنجليزية]                  | سبتمبر 25, 2098                               |                                               |

### دورة ميتونيك
تتكرر السلسلة ميتونيك كل 19 عامًا (6939.69 يومًا) ، وتستمر حوالي 5 دورات. يحدث الكسوف في نفس تاريخ التقويم تقريبًا. بالإضافة إلى ذلك ، تتكرر سلسلة أكتون الفرعية 1/5 من ذلك أو كل 3.8 سنوات (1387.94 يومًا). تحدث جميع الكسوفات في هذا الجدول عند العقدة الصاعدة للقمر.
| 21 من أحداث الكسوف بين 12 يونيو 2029 و 12 يونيو 2105 | 21 من أحداث الكسوف بين 12 يونيو 2029 و 12 يونيو 2105 | 21 من أحداث الكسوف بين 12 يونيو 2029 و 12 يونيو 2105 | 21 من أحداث الكسوف بين 12 يونيو 2029 و 12 يونيو 2105 | 21 من أحداث الكسوف بين 12 يونيو 2029 و 12 يونيو 2105 |
| 11-12 يونيو                                          | 30-31 مارس                                           | 16 يناير                                             | 4-5 نوفمبر                                           | من 23 إلى 24 أغسطس                                   |
| 118                                                  | 120                                                  | 122                                                  | 124                                                  | 126                                                  |
| ---------------------------------------------------- | ---------------------------------------------------- | ---------------------------------------------------- | ---------------------------------------------------- | ---------------------------------------------------- |
| </img> </br> 12 يونيو 2029                           | </img> </br> 30 مارس 2033                            | </img> </br> 16 يناير 2037                           | </img> </br> 4 نوفمبر 2040                           | </img> </br> 23 أغسطس 2044                           |
| 128                                                  | 130                                                  | 132                                                  | 134                                                  | 136                                                  |
| </img> </br> 11 يونيو 2048                           | </img> </br> 30 مارس 2052                            | </img> </br> 16 يناير 2056                           | </img> </br> 5 نوفمبر 2059                           | </img> </br> 24 أغسطس 2063                           |
| 138                                                  | 140                                                  | 142                                                  | 144                                                  | 146                                                  |
| </img> </br> 11 يونيو 2067                           | </img> </br> 31 مارس 2071                            | </img> </br> 16 يناير 2075                           | </img> </br> 4 نوفمبر 2078                           | </img> </br> 24 أغسطس 2082                           |
| 148                                                  | 150                                                  | 152                                                  | 154                                                  |                                                      |
| </img> </br> 11 يونيو 2086                           | </img> </br> 31 مارس 2090                            | </img> </br> 16 يناير 2094                           | </img> </br> 4 نوفمبر 2097                           |                                                      |

## روابط خارجية
- www.solar-eclipse.de - متوسط التغطية السحابية والمدن على طول مسار الكسوف
- http://eclipse.gsfc.nasa.gov/SEplot/SEplot2001/SE2038Jan05A. GIF
- http://eclipse.gsfc.nasa.gov/SEplot/SEplot2001/SE2038Jul02A. GIF